# Vita brevis
Vita brevis è un romanzo filosofico scritto da Jostein Gaarder e pubblicato nel 2000.

## Trama
Protagonista del romanzo è Floria Emilia: nome di fantasia per quella che è stata la reale concubina di Sant'Agostino. Il santo, nel tentativo di convertire Floria, le invia una copia delle Confessioni.
Vita brevis vuole essere la risposta di Floria, scritta sotto forma di epistola, al suo amato nonché una critica ad alcune affermazioni fatte dal dottore della chiesa. Nell'epistola, Floria parlerà anche di Monica, la madre di Agostino, criticando la sua scelta di allontanare il figlio da Floria stessa

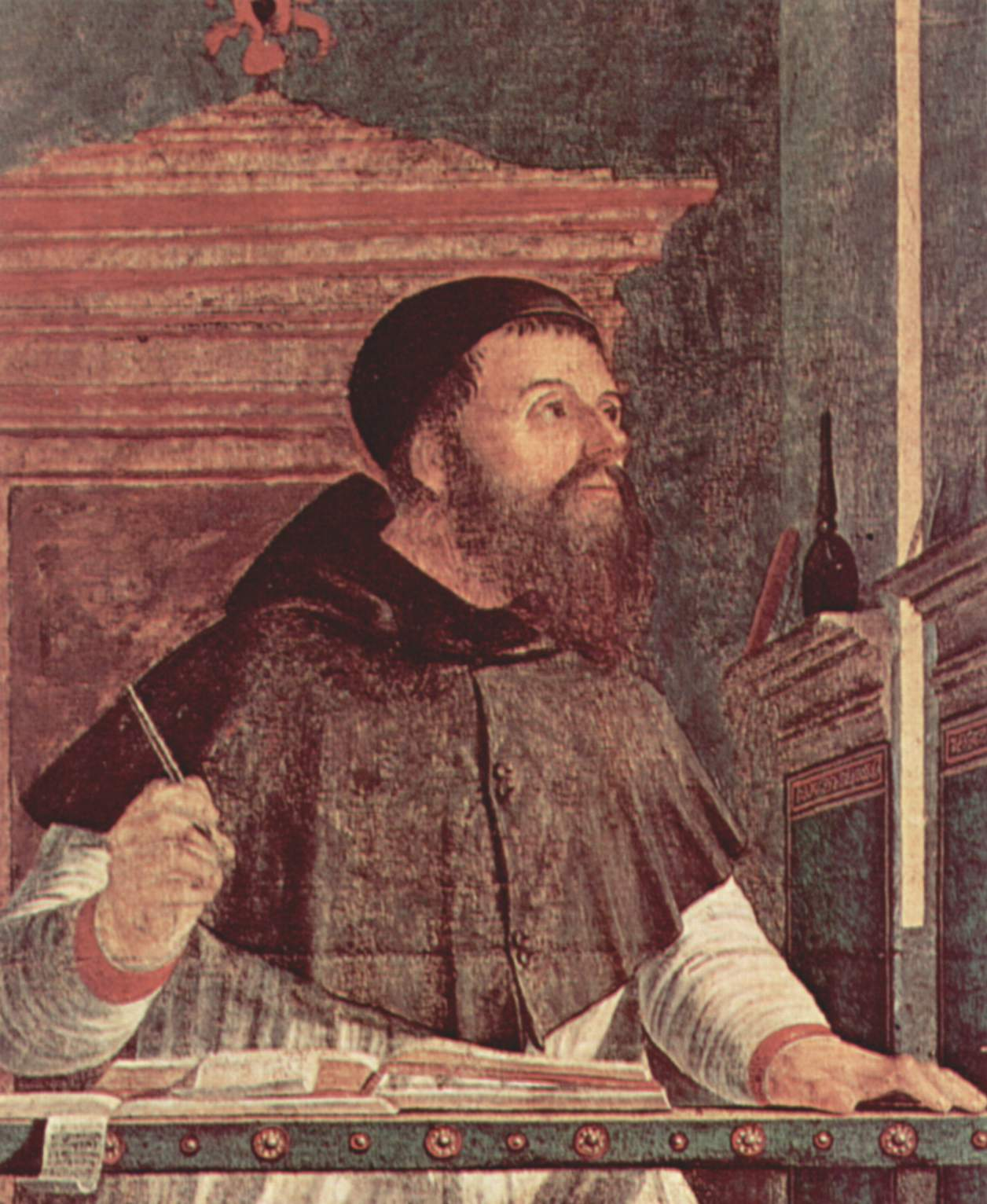
Sant'Agostino nello studio (dipinto di Vittore Carpaccio).

Floria, in particolar modo, contesta il fatto che Sant'Agostino vedesse l'amore provato per lei come un ostacolo ad amare Dio. La donna vuole convincerlo che il tempo passato insieme non sia stato qualcosa di negativo. Il punto cruciale su cui vuole fare riflettere l'autore del romanzo, infatti, è proprio questo: può l'amore per una persona essere un limite all'amore per Dio o l'uno alimenta l'altro?

## Personaggi
Floria Emilia: è la vera protagonista del romanzo, nonché unica voce narrante. Tutti gli altri personaggi sono descritti da lei. Appare passionale e decisa.
Sant'Agostino: altro protagonista indiretto del racconto. È il destinatario dell'epistola e Floria ha con lui un vero e proprio sfogo che, in alcuni casi, è accompagnato da vera e propria ira.
Santa Monica: la madre di Sant'Agostino viene vista, dalla protagonista, come un intralcio all'amore tra i due. Secondo Floria è corresponsabile delle scelte prese da Agostino.

## Edizioni
- Jostein Gaarder, Vita brevis, traduzione di R. Bacci, Teadue, Milano, Longanesi, 2000, ISBN 88-7818-769-0, OCLC 848897980.